# Spilogona flaviventris
Spilogona flaviventris este o specie de muște din genul Spilogona, familia Muscidae, descrisă de Malloch în anul 1931. Conform Catalogue of Life specia Spilogona flaviventris nu are subspecii cunoscute.